# Connie Hawkins
(Larry Brown, all'epoca coach dei Philadelphia 76ers)
Cornelius Lance Hawkins, detto Connie (Brooklyn, 17 luglio 1942 – Phoenix, 6 ottobre 2017), è stato un cestista statunitense, professionista nella ABL, nella ABA e nella NBA.
Cestista statunitense degli anni settanta, cresciuto in uno dei quartieri più disagiati di Brooklyn, è considerato uno dei più grandi giocatori di basket di tutti i tempi.

## Carriera
Prima della carriera da professionista in tutte e tre le leghe americane professionistiche (ABL, ABA e NBA), Connie "The Hawk" è stata una leggenda dei playground newyorkesi, ossia del basket di strada ai tempi in cui al Rucker Park si sfidavano Earl "The Goat" Manigault, Lew Alcindor (il futuro Kareem Abdul-Jabbar), Julius Erving e molti altri. Per quattro anni, dal 1963 al 1967, ha giocato anche negli Harlem Globetrotters.
Fenomeno al college e sui playgrond newyorkesi, vince con la sua squadra il Public School Championships nel 1959 e viene ingaggiato dalla University of Iowa. Qui il coinvolgimento in uno scandalo di scommesse gli costa l'espulsione da Iowa e l'ostracismo della NBA.
Viene quindi ingaggiato allora dalla ABL, dai Pittsburgh Rens, vincendo il titolo di MVP e stabilendo due record realizzativi nella stessa stagione: prima segnando il 18 Febbraio 1968 38 punti contro i futuri campioni dei Cleveland Pipers e poi il 15 Gennaio 1962 sempre contro i Pipers segnando 54 punti stabilendo un nuovo record in ABL, superato in seguito solo da Bill Bridges con 55 punti.
Fallita la ABL, Hawkins approda agli Harlem Globetrotters dove gioca per quattro anni dal 1963 al 1967.
Passa quindi alla neonata American Basketball Association (ABA) dove gioca con i Pittsburgh Pipers, che nella stagione regolare si dimostrano essere la migliore squadra con un record di 54-24, vincendo il titolo di MVP della Regular season e dei Playoff oltre al Primo titolo ABA, terminando la sua prima stagione in ABA con 26,8 punti a partita e 13,5 rimbalzi in Regular Season e nelle 14 partite di playoff con una media di 29,9 punti a partita, 12,3 rimbalzi 4,6 assist tirando con il 60% dal campo, e mettendo a referto una prestazione record da 47 punti in gara 4 delle Finals ABA che verrà superata solo dai 48 punti di Julius Erving in gara 2 delle Finals 1976 e dai 53 punti di Roger Brown in gara 4 delle Finals 1970.

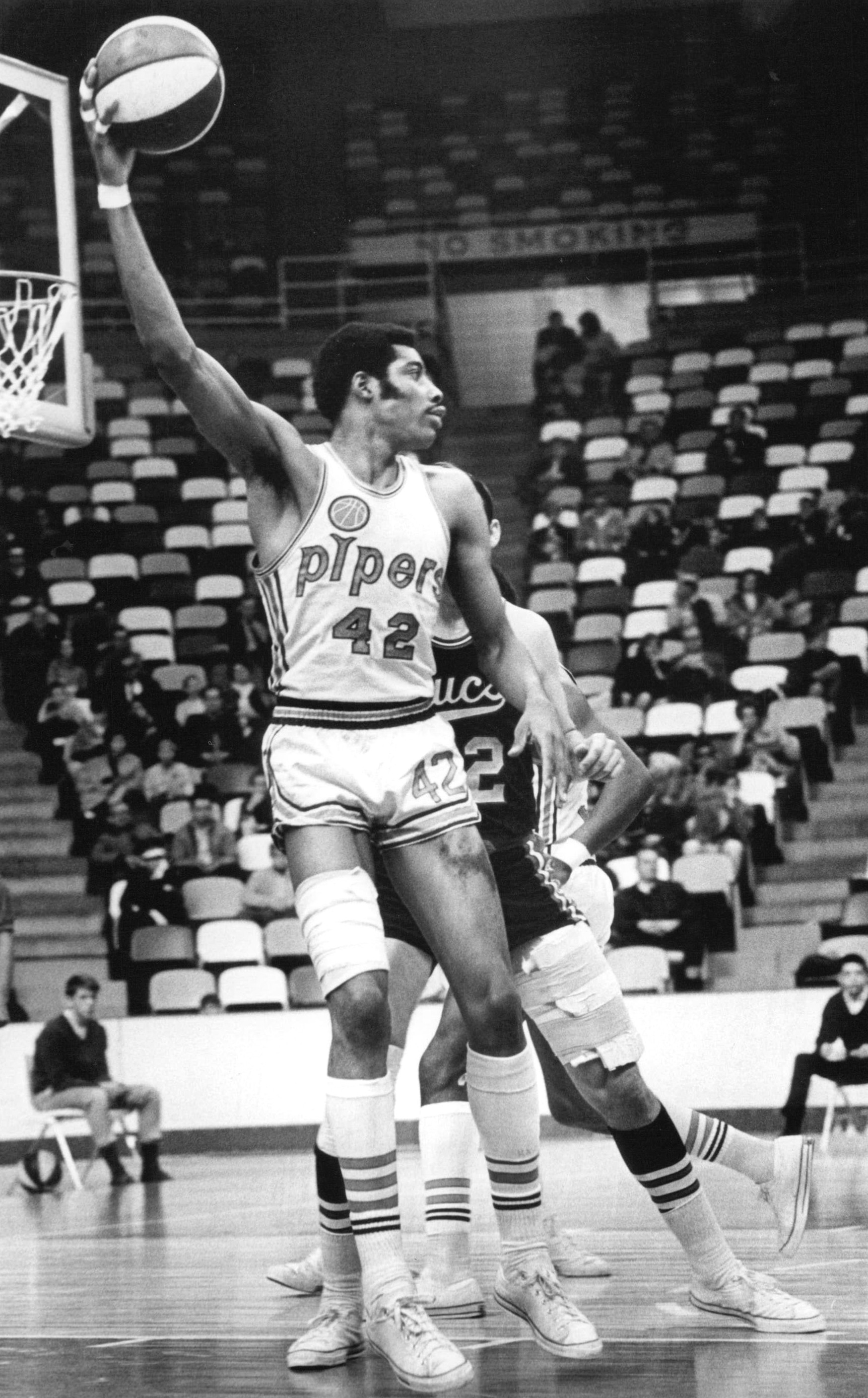
Hawkins in azione con la maglia dei Pittsburgh Pipers

La seconda stagione in ABA si presentò come più complicata dopo il trasferimento della squadra a Minneapolis e il cambio di 4 diversi allenatori, oltre agli infortuni di diversi giocatori chiave compreso Hawkins che si operò ad un ginocchio: la squadra finì comunque la stagione con un record di 36-42 valido per l'ultimo posto dei playoff, dove verranno subito eliminati dai Miami Floridians per 4 gare a 3. Hawkins chiuse comunque la sua stagione con 30,2 punti di media a partita.
Il 27 Novembre 1968 Hawkins realizzando 57 punti contro i New York Nets stabilì un nuovo record di punti per l'ABA che durerà circa un anno e mezzo, fino a quando Spencer Haywood non lo supererà nel 1970.
In entrambe le stagioni Hawkins venne inserito nel primo quintetto degli All ABA e selezionato per gli ABA All-Star Game, non partecipando al secondo perché infortunato.
La causa intentata contro l'NBA precedentemente nel 1966 per violazione delle leggi antitrust per mancanza di prove collegate alle presunte scommesse di Hawkins, che vietava alle squadre della lega di metterlo sotto contratto, si risolse con l'NBA che per paura di perdere la causa accettò di pagare 1,3 milioni di dollari a Hawkins nel 1969 rendendolo inoltre disponibile a una delle due nuove expansion team NBA che lo avrebbero messo sotto contratto i Phoenix Suns o i Seattle SuperSonics: la spuntarono i Suns attraverso il lancio di una moneta.
Finalmente Hawkins approdato nella NBA con i Phoenix Suns che anche grazie al suo apporto conquistarono per la prima volta i play-off: migliorarono il record della stagione precedente da 16-66 a 39-43, Hawkins terminò la stagione con 24,6 punti a partita e 10,4 rimbalzi per un totale di 47 doppie doppie e due triple doppie, con l'ultima partita di Regular Season da 44 punti e 20 rimbalzi.
A ventisette anni disputa anche il primo dei suoi quattro NBA All Star Game consecutivi, oltre ad essere inserito nel primo quintetto All NBA.
Ai playoff i Suns incontrarono i Los Angeles Lakers di Wilt Chamberlain, Jerry West e Elgin Baylor portandosi addirittura sul 3 a 1, ma perdendo poi le ultime tre partite della serie.
La stagione successiva i Suns migliorano ancora con un record di 48-34 ma essendo terzi in una forte Midwest Division non poterono accedere alla postseason e così anche l'anno successivo conclusa con un record di 49-33.
Anche negli anni successivi la squadra non riuscirà più a qualificarsi per i playoff e nel 1973, dopo solo 8 partite dall'inizio di stagione a 31 anni viene ceduto ai Los Angeles Lakers tornando a disputare i playoff dopo quattro anni: i Lakers verranno subito eliminati dai Milwaukee Bucks di Kareem Abdul Jabbar e Oscar Robertson, sconfitti per 4 gare a 1.
Nel 1974-1975 Hawkins giocò solo 43 partite a causa degli infortuni e i Lakers dopo 17 anni, e per la prima volta da quando si erano trasferiti a Los Angeles non si qualificarono per la postseason.
Al termine della stagione venne ceduto agli Atlanta Hawks dove concluderà la sua carriera a 34 anni.

## Statistiche
| † | Denota una stagione in cui ha vinto il titolo ABA |
| * | Primo nella lega                                  |

### ABL

#### Regular Season
| Anno      | Squadra         | PG | PT | MP   | TC%  | 3P%  | TL%  | RP   | AP  | PRP | SP | PP    |
| --------- | --------------- | -- | -- | ---- | ---- | ---- | ---- | ---- | --- | --- | -- | ----- |
| 1961-1962 | Pittsburgh Rens | 78 |    | 42,9 | 51,0 | 16,7 | 79,0 | 13,3 | 2,4 |     |    | 27,5* |
| 1962-1963 | Pittsburgh Rens | 16 |    | 41,8 | 49,1 |      | 77,0 | 12,8 | 2,6 |     |    | 27,9  |

#### Play-off
| Anno | Squadra         | PG | PT | MP   | TC%  | 3P% | TL%  | RP   | AP  | PRP | SP | PP    |
| ---- | --------------- | -- | -- | ---- | ---- | --- | ---- | ---- | --- | --- | -- | ----- |
| 1962 | Pittsburgh Rens | 1  |    | 53,0 | 60,9 |     | 92,9 | 17,0 | 4,0 |     |    | 41,0* |

### ABA-NBA

#### Regular Season
| Anno             | Squadra                 | PG  | PT | MP    | TC%  | 3P%  | TL%  | RP   | AP  | PRP | SP  | PP    |
| ---------------- | ----------------------- | --- | -- | ----- | ---- | ---- | ---- | ---- | --- | --- | --- | ----- |
| 1967-1968†       | Pittsburgh Pipers (ABA) | 70  |    | 44,9* | 51,9 | 22,2 | 76,4 | 13,5 | 4,6 |     |     | 26,8* |
| 1968-1969        | Minnesota Pipers (ABA)  | 47  |    | 39,4  | 51,1 | 13,6 | 76,7 | 11,4 | 3,9 |     |     | 30,2  |
| 1969-1970        | Phoenix Suns (NBA)      | 81  |    | 40,9  | 49,0 |      | 77,9 | 10,4 | 4,8 |     |     | 24,6  |
| 1970-1971        | Phoenix Suns            | 71  |    | 37,5  | 43,4 |      | 81,6 | 9,1  | 4,5 |     |     | 20,9  |
| 1971-1972        | Phoenix Suns            | 76  |    | 36,8  | 45,9 |      | 80,7 | 8,3  | 3,9 |     |     | 21,0  |
| 1972-1973        | Phoenix Suns            | 75  |    | 36,9  | 47,9 |      | 79,7 | 8,5  | 4,1 |     |     | 16,1  |
| 1973-1974        | Phoenix Suns            | 8   |    | 27,9  | 48,6 |      | 66,7 | 5,4  | 3,5 | 1,0 | 0,4 | 11,3  |
| 1973-1974        | L.A. Lakers             | 71  |    | 35,7  | 50,2 |      | 77,2 | 7,4  | 5,3 | 1,5 | 1,1 | 12,8  |
| 1974-1975        | L.A. Lakers             | 43  |    | 23,9  | 42,9 |      | 68,7 | 4,6  | 2,8 | 1,2 | 0,5 | 8,0   |
| 1975-1976        | Atlanta Hawks           | 74  |    | 25,8  | 44,7 |      | 71,2 | 6,0  | 2,9 | 1,1 | 0,6 | 8,2   |
| Carriera ABA     | Carriera ABA            | 117 |    | 42,7  | 51,5 | 16,1 | 76,5 | 12,6 | 4,3 |     |     | 28,2  |
| Carriera NBA     | Carriera NBA            | 499 |    | 34,5  | 46,7 |      | 78,5 | 8,0  | 4,1 | 1,2 | 0,8 | 16,5  |
| Carriera ABA-NBA | Carriera ABA-NBA        | 616 |    | 36,1  | 47,9 |      | 77,9 | 8,8  | 4,1 | 1,2 | 0,8 | 18,7  |

#### Massimi in carriera
Regular Season
- Massimo di punti in ABA: 57 vs New York Nets (27 novembre 1968)
- Massimo di punti in NBA: 44 vs San Diego Rockets (22 marzo 1970)
- Massimo di rimbalzi in ABA: 24 vs Houston Mavericks (14 dicembre 1967)
- Massimo di rimbalzi in NBA: 21 vs New York Knicks (24 febbraio 1970)
- Massimo di assist in ABA: 18 vs Indiana Pacers (17 gennaio 1968)
- Massimo di assist in NBA: 13 vs Buffalo Braves (24 marzo 1974)
- Massimo di palle rubate in NBA: 5 vs Capital Bullets (25 gennaio 1974)*
- Massimo di stoppate in NBA: 3 (3 volte)*

(* Le statistiche di queste categorie vennero registrate solo dalla stagione NBA 1973-1974)

#### Play-off
| Anno             | Squadra                 | PG | PT | MP   | TC%   | 3P%  | TL%  | RP   | AP  | PRP | SP  | PP    |
| ---------------- | ----------------------- | -- | -- | ---- | ----- | ---- | ---- | ---- | --- | --- | --- | ----- |
| 1968†            | Pittsburgh Pipers (ABA) | 14 |    | 44,0 | 59,4* | 0,0  | 72,9 | 12,3 | 4,6 |     |     | 29,9* |
| 1969             | Minnesota Pipers (ABA)  | 7  |    | 45,7 | 37,8  | 50,0 | 64,5 | 12,3 | 3,9 |     |     | 24,9  |
| 1970             | Phoenix Suns (NBA)      | 7  |    | 46,9 | 41,3  |      | 81,8 | 13,9 | 5,9 |     |     | 25,4  |
| 1974             | L.A. Lakers             | 5  |    | 34,4 | 35,0  |      | 80,0 | 8,0  | 3,2 | 1,4 | 0,2 | 10,8  |
| Carriera ABA     | Carriera ABA            | 21 |    | 44,6 | 50,5  | 50,0 | 70,7 | 12,3 | 4,3 |     |     | 28,2  |
| Carriera NBA     | Carriera NBA            | 12 |    | 41,7 | 39,5  |      | 81,5 | 11,4 | 4,8 | 1,4 | 0,2 | 19,3  |
| Carriera ABA-NBA | Carriera ABA-NBA        | 33 |    | 43,5 | 46,8  | 50,0 | 73,4 | 12,0 | 4,5 | 1,4 | 0,2 | 25,0  |

#### Massimi in carriera
Play-off
- Massimo di punti in ABA: 47 s New Orleans Buccaneers (25 aprile 1968)
- Massimo di punti in NBA: 34 vs Los Angeles Lakers (29 marzo 1970)
- Massimo di rimbalzi in ABA: 20 vs Miami Floridians (15 aprile 1969)
- Massimo di rimbalzi in NBA: 20 vs Los Angeles Lakers (29 marzo 1970)
- Massimo di assist in ABA: 9 vs New Orleans Buccaneers (4 maggio 1968)
- Massimo di assist in NBA: 9 vs Los Angeles Lakers (2 aprile 1970)
- Massimo di palle rubate in NBA: 2 vs Milwaukee Bucks (29 marzo 1974)*
- Massimo di stoppate in NBA: 1 vs Milwaukee Bucks (2 aprile 1974)*

(* Le statistiche di queste categorie vennero registrate solo dalla stagione NBA 1973-1974)

## Onorificenze
- È stato l'MVP nella Regular Season ABA e nei Playoff ABA del 1967-68
- È stato nominato nei 30 dell'ABA All-Time Team (migliore squadra della lega ABA di tutti i tempi).
- È stato scelto in 4 NBA All-Star Game e in 2 ABA All-Star Game.
- Ha ottenuto la nomination nella All-NBA First Team nella stagione 1969-70.
- I Phoenix Suns hanno ritirato la sua maglia con il numero 42.
- Nel 1992 il suo nome è stato incluso nella Naismith Memorial Basketball Hall of Fame

## Palmarès
ABL
- MVP ABL (1962)
- All-ABL Team

First Team: 1962
ABA
- Campionato ABA: 1

Pittsburgh Pipers: 1967-68
- MVP regular season ABA: (1967-1968)
- MVP playoffs ABA: (1968)
- Migliore marcatore della stagione ABA (1967-1968)
- Migliore marcatore della stagione ABA nei Playoff (1968)
- Maggior numero di punti realizzati in stagione ai Playoff ABA (1968)
- Maggior numero di tiri liberi segnati in stagione ABA: (1967-1968)
- Più alta percentuale di tiro dal campo dei Playoff ABA (1968)
- All-ABA Team: 2

First Team: 1968, 1969
- ABA All-Star Game: 2

1968, 1969
- Novantesimo miglior marcatore di sempre ABA
- ABA All-Time Team

NBA
- All-NBA Team:

First Team: 1970
- NBA All-Star Game: 4

1970, 1971, 1972, 1973